# 이용우 (1964년)
이용우(李龍雨, 1964년 2월 1일~)는 기업인 출신 대한민국의 정치인으로, 제21대 국회의원이다. 강원도 춘천시 출생이다.

## 생애
1992년 현대경제연구원에 입사하여 동원증권, 한국투자금융지주, 한국투자증권, 한국투자신탁운용을 거쳐 2016년 한국카카오 공동대표이사, 2017년 한국카카오은행 공동대표이사를 역임하였다. 2020년 1월 12일 더불어민주당의 7호 영입인재로 입당하였으며, 2020년 2월 24일 제21대 총선 경기 고양시 정 지역구에 전략공천되었다. 2020년 4월 15일 제21대 총선에서 경기 고양시 정 국회의원으로 당선되었다.

## 학력
- 부산 부전국민학교 졸업
- 부산동중학교 졸업
- 가야고등학교 졸업
- 서울대학교 경제학 학사
- 서울대학교 대학원 경제학 석사
- 서울대학교 대학원 경제학 박사

## 경력
- 1992~1996: 현대경제연구원
- 1996~1997: 현대그룹 종합기획실
- 2002.10~2005.05: 동원증권 경영관리실 상무
- 2004.03~2005.05: 동원증권 전략기획실장
- 2005.05~2008.04: 한국투자금융지주 전략기획실장
- 2008.04~2011.02: 한국투자금융지주 전무, 투자전략실장
- 2011.02~2012.11: 한국투자증권 채권운용본부장
- 2012.11~2014.12: 한국투자증권 자산운용본부장
- 2014.12~2015.01: 한국투자신탁운용 전무
- 2015.01~2016.01: 한국투자신탁운용 COO, CIO
- 2016.01~2017.04: 한국카카오 공동대표이사
- 2017.04~2020.01: 한국카카오은행 공동대표이사
- 2020.03~2020.04: 더불어민주당 규제혁신특별위원회 위원장
- 2020년 4월 15일: 대한민국 제21대 국회의원 선거 당선(경기 고양시 정, 더불어민주당, 초선)
- 2020.05~2024.05: 더불어민주당 경기도당 고양시 정 지역위원회 위원장
- 2020.06~: 국회 디지털경제 혁신연구포럼 공동대표
- 2020.09~2021.05: 더불어민주당 정책위원회 상임부의장
- 2022.06~2022.08: 더불어민주당 비상대책위원
- 2023.05~2023.09: 더불어민주당 원내부대표

### 의정 활동
- 2020.05~2024.05: 제21대 국회의원(경기 고양시 정, 더불어민주당, 초선)
  - 2020.06~2022.05: 제21대 국회 전반기 정무위원회 위원
  - 2022.01~2023.12: 제21대 국회 2030 부산세계박람회 유치지원 특별위원회 위원
  - 2022.07~2024.05: 제21대 국회 후반기 정무위원회 위원
  - 2022.08~2024.05: 제21대 국회 연금개혁 특별위원회 위원
  - 2023.05~2023.10: 제21대 국회 후반기 국회운영위원회 위원
  - 2023.06~2024.05: 제21대 국회 후반기 예산결산특별위원회 위원

## 역대 선거 결과
| 실시년도 | 선거   | 대수 | 직책     | 선거구         | 정당         | 득표수   | 득표율          | 순위 | 당락 | 비고 |
| -------- | ------ | ---- | -------- | -------------- | ------------ | -------- | --------------- | ---- | ---- | ---- |
| 2020년   | 총선   | 21대 | 국회의원 | 경기 고양시 정 | 더불어민주당 | 85,943표 | \| \| 53.42% \| | 1위  |      | 초선 |
|          | 53.42% |      |          |                |              |          |                 |      |      |      |

## 같이 보기
- 고양시 정
- 고양시의 국회의원
- 고양시 일산서구의 국회의원